# Erman Eltemur
Erman Eltemur (né le 11 mai 1993 à Gölcük) est un karatéka turc.
Il remporte la médaille de bronze dans la catégorie des moins de 75 kg aux Jeux de la solidarité islamique 2017 puis la médaille d'or dans la même catégorie lors des Jeux méditerranéens de 2018. Il est médaillé d'argent de kumite par équipes aux Championnats du monde de karaté 2018 et médaillé d'or de kumite par équipes aux Championnats d'Europe de karaté 2018 ainsi qu'aux Championnats d'Europe de karaté 2019. 
Il est médaillé d'or en moins de 75 kg aux Championnats d'Europe de karaté 2022 à Gaziantep. 
Il est médaillé d'argent en kumite des moins de 75 kg aux Championnats d'Europe de karaté 2023 à Guadalajara.
Il remporte la médaille de bronze en kumite des moins de 75 kg aux Jeux européens de 2023 à Bielsko-Biała.